# One Assassination Under God — Chapter 1
One Assassination Under God — Chapter 1 (с англ. — «Одно убийство перед Богом — Глава 1») — двенадцатый студийный альбом американской рок-группы Marilyn Manson, выпущенный 22 ноября 2024 года лейблом Nuclear Blast. Альбом был спродюсирован Мэрилином Мэнсоном и Тайлером Бейтсом. Песни «As Sick as the Secrets Within», «Raise the Red Flag» и «Sacrilegious» были выпущены в качестве синглов. Синглы имели коммерческий успех, достигнув рекордных позиций в американских и британских чартах продаж.

## Релиз и продвижение
Первые предположения о записи нового альбома появились 16 мая 2023 года, когда солист группы выложил в социальные сети фотографию, на которой он поёт, с подписью: «У меня есть кое-что для вас послушать». Ровно через год группа объявила, что подписала контракт с лейблом Nuclear Blast. В тот же день и группа, и лейбл опубликовали превью-версию нового клипа. 2 августа 2024 года группа выпустила новый сингл «As Sick as the Secrets Within», а также клип на эту песню, режиссёром которого стал давний коллега Marilyn Manson Билл Юкич. В тот же день группа отправилась в турне по Северной Америке вместе с Five Finger Death Punch и Slaughter to Prevail на разогреве. Некоторые из концертов в рамках турне были сольными. С февраля 2025 года у группы запланированы выступления по всей Европе, а также даты фестивального тура.
«As Sick as the Secrets Within» дебютировала на первом месте в Billboard Hard Rock Digital Song Sales, став вторым таким синглом группы после «We Are Chaos» в 2020 году. Кроме того, песня достигла шестого места в Billboard Hot Hard Rock Songs, став их третьим синглом, попавшим в десятку лучших. Сингл также имел успех в Великобритании, достигнув рекордной за всю историю группы 42-й строчки в UK Singles Downloads Chart и 39-й строчки в UK Singles Sales Chart, что стало их самым высоким достижением после кавера на «Personal Jesus» 2004 года.
16 августа группа выпустила CD-сингл «Raise the Red Flag» ограниченным тиражом в 3000 копий по всему миру. Юкич также выступил режиссёром музыкального видео. «Raise the Red Flag» достиг восьмого места в Billboard Hot Hard Rock Songs и второго места в Hard Rock Digital Song Sales, что повторив успех сингла «Deep Six» и кавера на «Sweet Dreams (Are Made of This)». В Великобритании трек достиг 35-й строчки в UK Singles Sales Chart, побив рекорд предыдущего сингла, 55-й строчки в UK Singles Downloads Chart и 9-й строчки в UK Physical Singles Chart; последним синглом Marilyn Manson, попадавшим в десятку, был «God’s Gonna Cut You Down» в 2020 году.
27 сентября был выпущен сингл «Sacrilegious». Режиссёром клипа вновь выступил Юкич. Релиз альбома состоялся 22 ноября. В день выхода альбома было выпущено музыкальное видео на заглавный трек альбома.

## Список композиций
Данные песен приведены согласно Discogs
Слова и музыка всех песен — Мэрилин Мэнсон and Тайлер Бейтс.
| №                   | Название                        | Длительность |
| ------------------- | ------------------------------- | ------------ |
| 1.                  | «One Assassination Under God»   | 5:28         |
| 2.                  | «No Funeral Without Applause»   | 4:06         |
| 3.                  | «Nod If You Understand»         | 4:05         |
| 4.                  | «As Sick as the Secrets Within» | 5:35         |
| 5.                  | «Sacrilegious»                  | 3:35         |
| 6.                  | «Death Is Not a Costume»        | 4:52         |
| 7.                  | «Meet Me in Purgatory»          | 4:36         |
| 8.                  | «Raise the Red Flag»            | 4:49         |
| 9.                  | «Sacrifice of the Mass»         | 6:15         |
| Общая длительность: | Общая длительность:             | 43:26        |

## Участники записи[23]
- Записан в The Abattoir, Лос-Анджелес, с апреле 2023 по апрель 2024; дополнительная запись в NRG Studios, Северный Голливуд, 1—2 июля 2023 и в EastWest Studios, Голливуд, 25—26 сентября 2023.

| Музыкантов - Мэрилин Мэнсон — написание песен, вокал - Тайлер Бейтс — гитары, бас, клавишные, написание песен - Гил Шерон — ударные - Лола Колетт — клавишные | Технический - Роберт Карранса — микширование - Роб Кимура — дизайн макета - Джозеф Култис — фотография - Джейк Рин — инженерия |

## Позиции в чартах
| Чарт (2024)                                   | Высшая позиция |
| --------------------------------------------- | -------------- |
| Австралия (ARIA)                              | 2              |
| Австрия (Ö3 Austria)                          | 6              |
| Бельгия/Фландрия (Ultratop)                   | 112            |
| Бельгия/Валлония (Ultratop)                   | 16             |
| Нидерланды (Album Top 100)                    | 66             |
| Финляндия (Suomen virallinen lista)           | 23             |
| Франция (SNEP)                                | 25             |
| French Rock & Metal Albums (SNEP)             | 4              |
| Германия (Offizielle Top 100)                 | 4              |
| Венгрия (MAHASZ)                              | 32             |
| Италия (Classifica album)                     | 18             |
| Japanese Digital Albums (Oricon)              | 33             |
| Japanese Hot Albums (Billboard Japan)         | 39             |
| Japanese Rock Albums (Oricon)                 | 8              |
| Новая Зеландия (RMNZ)                         | 35             |
| Польша (ZPAV)                                 | 12             |
| Португалия (AFP)                              | 46             |
| Шотландия (Scottish Albums Chart)             | 10             |
| Испания (PROMUSICAE)                          | 31             |
| Swedish Physical Albums (Sverigetopplistan)   | 6              |
| Swedish Hard Rock Albums (Sverigetopplistan)  | 3              |
| Швейцария (Schweizer Hitparade)               | 4              |
| Великобритания (UK Albums Chart)              | 36             |
| Великобритания (UK Independent Albums Chart)  | 3              |
| Великобритания (UK Rock & Metal Albums Chart) | 2              |
| США (Billboard 200)                           | 32             |
| США (Billboard Top Hard Rock Albums)          | 2              |
| США (Billboard Independent Albums)            | 6              |
| US Top Rock & Alternative Albums (Billboard)  | 6              |